# Dendrobium ventripes
Dendrobium ventripes är en orkidéart som beskrevs av Cedric Errol Carr. Dendrobium ventripes ingår i släktet Dendrobium, och familjen orkidéer. Inga underarter finns listade i Catalogue of Life.